# Gramalote
Gramalote es un municipio colombiano ubicado en el departamento de Norte de Santander. Fundado dos veces, la primera vez el 27 de noviembre de 1857, y la segunda en 1883 a menos de un kilómetro al sur de la primera fundación. Su temperatura media es de 23 °C y su altura de 1040 m s. n. m.
Cuenta con una población de 5.928 habitantes (estimada para 2010), de los cuales unos 2.871 vivían en el casco urbano hasta el momento de su destrucción como consecuencia del movimiento telúrico de la falla geológica sobre la cual se encontraba, producto de la fuerte temporada invernal ocurrida a finales de 2010. El 16 de abril de 2012 se creó la Mesa de Trabajo para la Reconstrucción de Gramalote, integrada por el Fondo Adaptación y autoridades locales. El 20 de diciembre de 2016 es entregado oficialmente el 65% del Nuevo Gramalote, en presencia del Presidente Juan Manuel Santos.

## Toponimia
Posiblemente el nombre de este municipio venga de gramínea, una planta muy conocida en la zona, y con el tiempo evolucionó a "Gramalote".

## Vías de comunicación
El municipio se encuentra a 45 kilómetros de la ciudad de Cúcuta. Esta lo deja a cerca de una hora de la capital del departamento.
Del casco urbano se desprenden otras dos vías, una que se inauguró el 2 de julio de 1938, hacia el norte y que lo conecta con Lourdes. Otra que por su parte sur toma la dirección del occidente hacia el Carmen de Nazareth y Villa Caro.

## Organización político-administrativa
Aparte de su Cabecera municipal: Nuevo Gramalote. Gramalote tiene bajo su jurisdicción los siguientes Centros poblados:
- La Estrella
- La Loma: antiguamente un barrio. Hoy parte del sector "Ruinas del viejo Gramalote".
- Pomarroso

Además, tiene bajo su jurisdicción las siguientes veredas: Ruinas de Gramalote, San Jorge, San José, Zumbador, Santa Bárbara, Boyacá, Violetas, La Garza, Villanueva, Ricaurte, Fátima, Cedral, San Isidro, Mirador, Triunfo, Jácome, Santa Anita, Rosario, Mongui, Piedecuesta, Silencio, Santa Teresita, Teherán, Valderrama y Miraflores.

## Geografía

### Clima
La temperatura media del municipio es de 23 °C. Se extiende desde los 600 m s. n. m. en el Peralonso hasta los 3290 m s. n. m. en el cerro el Espartillo con precipitaciones promedio de 1750 mm anuales distribuidas de manera bimodal.

### Relieve
Gramalote está enclavado en las interdigitaciones de la cordillera oriental de los Andes, por lo cual su relieve es de vertiente montañosa, fuertemente quebrada y escarpada; en ciertos puntos presenta atractivos sectores rocosos. En la parte media de la vertiente de montaña se ciñe el cinturón cafetero. El casco urbano se encuentra a 49 kilómetros de Cúcuta.
El municipio cubre una superficie de 151 kilómetros cuadrados y limita con los municipios de Santiago y el Zulia al oriente, con Sardinata y Lourdes al norte y occidente, Villa Caro al occidente y Salazar de Las Palmas al sur, del que está separado por el río Peralonso. Su altitud es de 1040 m s. n. m.(el casco urbano hasta 2010).

### Hidrografía
El municipio de Gramalote se encuentra atravesado por dos quebradas que son afluentes del río Peralonso. La primera de ellas es La Calderera, que cuenta a su vez con seis quebradas que son sus afluentes y que desemboca en dicho río. La segunda de esas quebradas es La Cárdenas. El río Peralonso marca a su vez el límite entre los municipios de Gramalote y Salazar.

### 

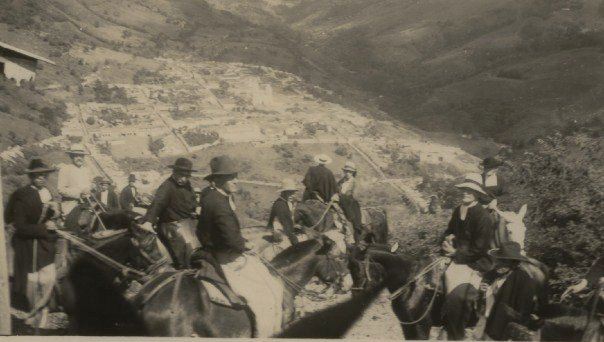
Vista de Gramalote desde el cementerio en los años 30.

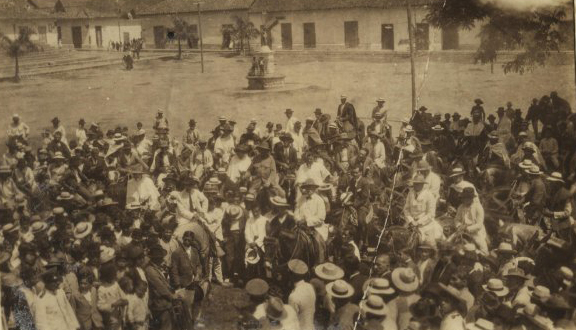
Vista de la entonces plaza. La escultura de la fuente fue restaurada y colocada en el parque en los años 90.

## Historia

### sigloXIX

#### Colonización de la región
Al momento de la fundación de Gramalote era parte del entonces Estado Federal de Santander. La colonización de esta región se inicia por habitantes de las grandes aglomeraciones existentes a finales del siglo XVIII y principios del XIX: Cúcuta, Pamplona, Salazar de Las Palmas y Ocaña principalmente. Los primeros colonos comienzan a hacerse presentes a finales del siglo XVIII y principios del XIX, atraídos principalmente por las expectativas del potencial agrícola y agropecuario, dedicándose al trabajo de la tierra. 
Todo este proceso en la región de Gramalote se desarrolló sin asentamiento urbano alguno hasta el año de 1857.

#### Fundación de Caldederos
Buscando establecer un punto de intercambio comercial y de concentración para los numerosos colonos ya instalados y así facilitar el comercio, la educación, los servicios religiosos o sanitarios, don Gregorio Montes establece la fundación del primer centro poblado el 27 de noviembre de 1857 bajo el nombre de Caldederos. Es el fundador quien cede terrenos de su propiedad para la construcción del primer oratorio y del caserío. En un primer tiempo el naciente caserío de Caldederos formó parte del municipio de Salazar de Las Palmas. 
El primer nombre, Caldederos, le fue dado simplemente por el río más cercano, la quebrada Caldera.
Entre las primeras familias implantadas se pueden citar los Angarita, Anto, Ayala, Ballesteros, Berrío, Belfini, Berti, Botello, Bruno, Buono, Bayona, Cárdenas, Castellanos, Delfino, Escalante, Galvis, Gómez, Guerrero, Gutiérrez, Hernández, Ibarra, Jacome, Lázaro, Luzardo, Madariaga, Mantilla, Molina, Montez, Ordóñez, Ortega, Palacios, Pascual, Peñaranda, Rojas, Rolón, Romero, Sánchez, Valderrama, Vermont y Yáñez.

#### Primer cambio de nombre: Galindo
El 7 de octubre de 1864 el caserío pasa a ser un distrito; llevando el nombre de Galindo por acta de la Asamblea del Estado Soberano de Santander. Este acto de carácter político era completamente contrario a la voluntad de los Caldereños, pues dicho nombre le era atribuido en memoria del General liberal Teodoro Galindo, que durante una de las guerras civiles que azotaron al país en el siglo XIX, intentó tomar el municipio y fue abatido frente a la resistencia de la población en los Curos, sobre el camino de Salazar. La población utilizaba el nuevo nombre únicamente en los actos escritos oficiales; por lo demás, se seguía llamándolo "Caldederos" y sus habitantes Caldereños.  
El primero de enero de 1865, Galindo se convierte en municipio, teniendo como alcalde a Don Abelardo Madariaga y como juez a Don Timoteo Rolón.

#### Primera reubicación de la cabecera municipal
Desde 1870 se empieza a plantear la reubicación del pueblo, por considerar que el emplazamiento anterior se encontraba en una topografía demasiado escarpada y exigua, que por ende era poco apta para el desarrollo futuro del municipio. Las opiniones de los habitantes eran divergentes sobre la necesidad del desplazamiento y las alternativas de este. Pero desde el principio la posición actual fue la que contó con más adhesión. Tras el terremoto de Cúcuta del 18 de mayo de 1875, que seguramente dejó secuelas en Gramalote, se toma la decisión definitiva de la reubicación, que se discute entre 1880 y 1883. Finalmente, por iniciativa del sacerdote Domiciano Antonio Valderrama se decide y concretiza el traslado de la cabecera municipal. Para motivar a los últimos recalcitrantes a la reubicación el obispo de Nueva Pamplona se ve obligado a autorizar la desacralización y destrucción del oratorio de la calle de la Jeringa y la creación del nuevo templo en su conocido hasta diciembre del 2010. 
Se inicia entonces la creación del nuevo Galindo en el lugar donde sería destruido a finales del 2010. Principalmente la construcción de la iglesia, dedicada, igual que el precedente oratorio, al Arcángel Rafael. 
Tal vez el auge del municipio en su primer emplazamiento hizo esperar que el ritmo del crecimiento se mantendría en aumento, lo que puede explicar las considerables dimensiones con las que contaban tanto de la iglesia como del hospital y el colegio.

#### Vestigios de Caldederos
Pocas son las trazas que permiten recordar la existencia del antiguo Caldederos, que los habitantes llaman aún "Pueblo Viejo". La persistencia de algunos pobladores a quitar el primer asentamiento condujeron a la decisión del Obispo de Pamplona de demoler el primer oratorio y así motivar a los pobladores recalcitrantes a desplazarse a la nueva implantación. De Caldedero solo persisten, en Pueblo Viejo, las ruinas que bordean la que fuera la vía central, llamada "calle de la Jeringa". Sobre la parte izquierda, las del antiguo oratorio y más adelante las de algunas casas. Estos vestigios, aún visibles, son ignorados por la mayoría de los gramaloteros. 
Otras huellas de esa primera época son, en el sector rural, las haciendas ubicadas en las veredas de Teherán, Rosario, Valderrama, Jácome, Miraflores, Villanueva, Boyacá y Zumbador, de las cuales aún persisten ciertas viviendas de época.

#### Segundo cambio de nombre: Gramalote
Con la publicación de la constitución política colombiana de 1886, las atribuciones de la pirámide administrativa de la Nación son revisadas y esta permite a los habitantes de los municipios cambiar el nombre de los mismos por iniciativa propia. Así, cinco años después de encontrar su nueva implantación, en 1888, la oportunidad de borrar el para ellos ignominioso nombre de "Galindo" no se deja pasar y se opta por el nombre de Gramalote, que quizá proviene de la planta gramínea presente en la zona y que era el principal forraje ganadero disponible.
Por otra parte, también de finales del siglo XIX data la implantación del café en la agricultura de esta región del país. Implantación que se impuso como principal fuente de recursos.

#### Gramalote en la Guerra de los Mil Días ysigloXX
Sin dudas el acontecimiento que marca el cambio de siglo en Colombia es la Guerra de los mil días, que involucró toda la parte central del departamento como escenario de una de sus grandes batallas, la de Peralonso. En esta se enfrentaban el bando liberal, insurgente, a los conservadores, en el gobierno. El primero contaba con el apoyo del gobierno de Venezuela y por esta razón dicho bando necesitaba acercarse de Cúcuta y de la zona fronteriza, dominada por los conservadores, para facilitar el paso de hombres y armas desde Venezuela a su causa. El ejército liberal llegó por lo que hoy es el departamento Santander en dirección de Cúcuta. La población de la región terminó tomando parte, primero ideológicamente y luego, inevitablemente, también por las armas, principalmente del lado del bando conservador. Muchos gramaloteros dejaron su vida en una de las dos grandes batallas de esa guerra, la Batalla de Peralonso, que se desarrolló en el Puente de la Laja el 15 y 16 de diciembre de 1889, en jurisdicción del municipio de Santiago. 
Esta batalla dejó victoriosos a los liberales, a la cabeza de los cuales se encontraba Rafael Uribe Uribe, conocido luego como "El héroe del Peralonso" frente a un ejército conservador dividido entre nacionalistas e históricos. Documentos dejados por el ejército del gobierno muestran que la victoria liberal en el Peralonso no se debió a la capacidad combativa sino a que su comandante, Vicente Villamizar, tenía órdenes de dejar pasar al ejército liberal para prolongar la guerra y usar esto como excusa para emitir más papel moneda de curso forzoso. 
Esta batalla enfrentó a unos 8000 soldados liberales contra 5000 conservadores y en total perecieron cerca de 3000 de ambos bandos. Después de la batalla de Peralonso, el conflicto se desplaza primero hacia Cúcuta; donde numerosos gramaloteros tomaron parte en la revancha de los conservadores gobiernistas en el defensa de la dicha ciudad con el conocido como Batallón Gramalote; participando así de la victoria gobiernista en dicha batalla. Después de esto el frente de batalla pasa al entonces departamento colombiano de Panamá y conoce su fin en 1902 con el tratado de Wisconsin.

### sigloXX
Después de la guerra, con la fundación del municipio de Lourdes en 1905 y la apertura de la carretera a ese municipio el 2 de julio de 1938 se facilita el comercio en esta zona del departamento. Más adelante con el trazado de la carretera desde Cúcuta hacia la costa caribe por Ocaña (en la década de los 50), la localidad conoce durante algunos años un cierto apogeo por ser paso de viajeros y comerciantes en ambas direcciones. La pérdida de importancia de esta ruta en los años sesenta fue determinante en el estancamiento del municipio, el cual vive una nueva reactivación en los años setenta con la carretera al Carmen de Nazaret, corregimiento del municipio de Salazar y al posterior enlace vial con el municipio de Villacaro.
El olvido burocrático de la administración central hizo que la ampliación y pavimentación de la carretera a Cúcuta se viera retardada hasta los años 90, marcando un retraso en el desarrollo de la economía, no solo del municipio sino de la región.
En 1910 el departamento de Santander se divide en dos partes, creando así en su parte norte un nuevo departamento; el de Norte de Santander, en el que se encuentra el municipio de Gramalote. 
A finales del siglo XIX se instalan en el municipio dos congregaciones religiosas femeninas; que aportan lo que durante mucho tiempo sería su única fuente de salud y de educación. Primero las Hijas de la Caridad de San Vicente de Paul, que fundan y construyen el hospital del mismo nombre y más adelante la comunidad de las Hermanas Betlemitas, que bajo la dirección de la madre Encarnación fundan y construyen el colegio Sagrado Corazón de Jesús.
Ambas tenían una envergadura que les permitía ser centro de salud y de educación no solo del municipio sino de la región. El colegio persistió hasta la destrucción de la antigua cabecera municipal, con gran vitalidad y gracias a las ayudas del estado, pero regentado por la comunidad fundadora.
El hospital por su parte, estatizado primero, conservó con autorización de los entes estatales la presencia de la comunidad religiosa, pero luego fue privado de esta. A partir de este momento, empezó a ser manejado como elemento de la burocracia y no como elemento de la salud, comenzando un claro declive que le permitió hasta el 2010 apenas funcionar satisfaciendo las necesidades del municipio y con una ocupación parcial del edificio.
En los años 30 se fundan dos nuevos colegios, el primero de educación media y estatal, el Colegio Simón Bolívar, y el segundo también estatal pero destinado a la educación vocacional agropecuaria, el Colegio Vocacional. Este último sigue en pie y en funcionamiento.
Finalmente en los años 90 se instala el monasterio de clausura de las hermanas Clarisas.

### sigloXXI

#### Destrucción del segundo casco urbano
En diciembre de 2010 Gramalote sufre una catástrofe natural, producto de una fuerte temporada invernal en Colombia y cuyas causas geológicas no han sido aun exactamente determinadas. Al parecer, la falla geológica sobre la cual se encontraba la cabecera municipal, acentuó su movimiento en parte por la desestabilización del terreno producida por las lluvias. Este movimiento originó el deslizamiento de uno de los cerros de la parte occidental; que cubrió varias casas. El mismo movimiento telúrico de la falla afectó también los cimientos de las construcciones a partir del 16 de diciembre, lo que produjo que la mayoría de las construcciones fueran total o parcialmente destruidas. Tal fenómeno se prolongó y destruyó casi completamente el casco urbano, dejándolo completamente inhabitable.
El 17 de diciembre de 2010 las autoridades dieron la orden de evacuar a todos los habitantes. Durante el rescate, los archivos municipales y los parroquiales fueron recuperados y puestos a salvo, de igual manera lo fueron los elementos sagrados del templo y otros objetos de valor para el conjunto de la comunidad. El 19 de diciembre las autoridades departamentales estimaban que el 40% del municipio había sido destruido. La eventual reconstrucción o re-desplazamiento es evocada enseguida. El 22 de diciembre el gobierno del presidente Juan Manuel Santos anunció que la población de Gramalote sería reubicada.  El podcast Ecos de Resiliencia: Terremoto en Gramalote documenta testimonios del proceso.
Galería de la catástrofe natural

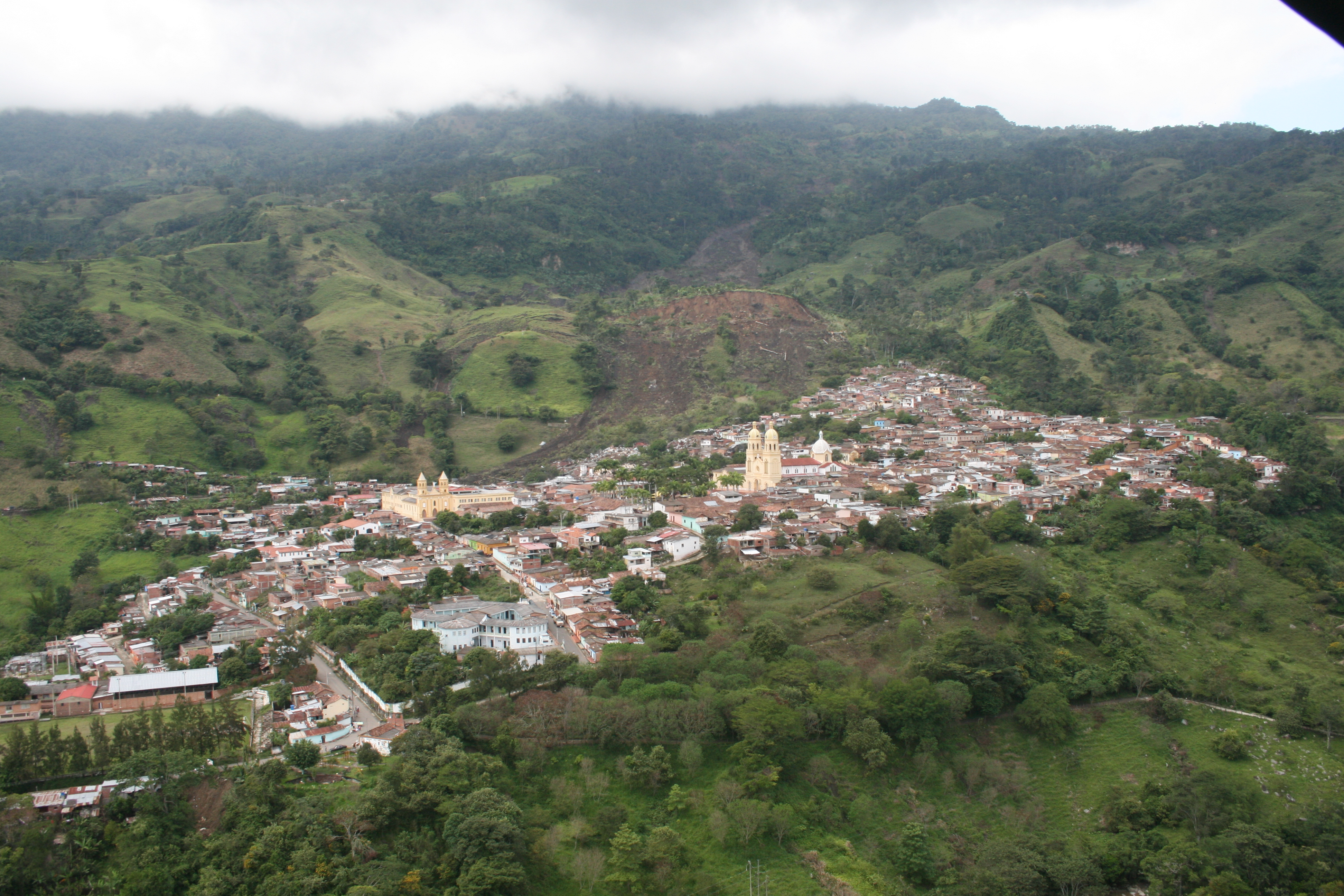
18.12.2010. Vista aérea del municipio.
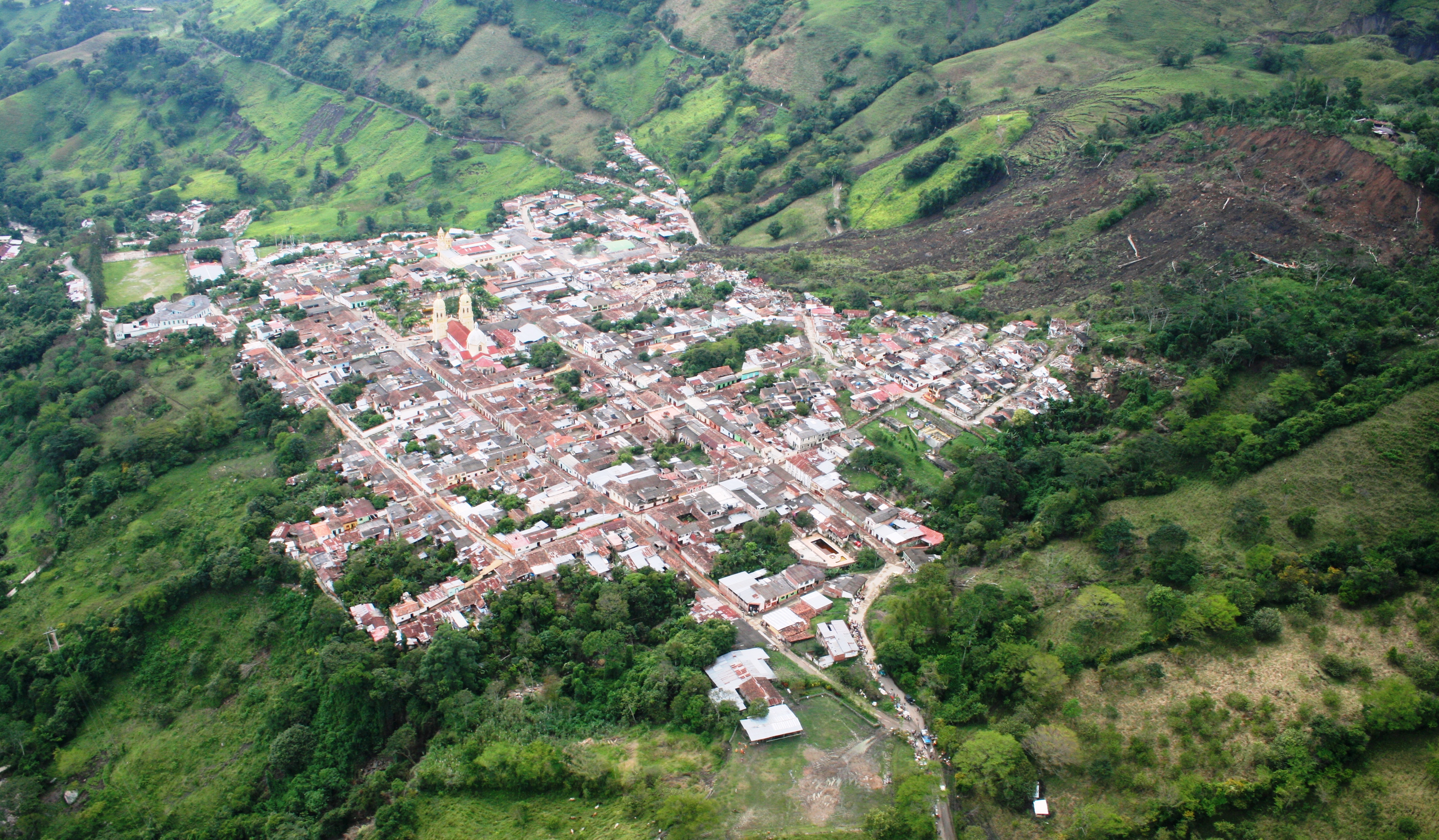
18.12.2010. Vista aérea del municipio.
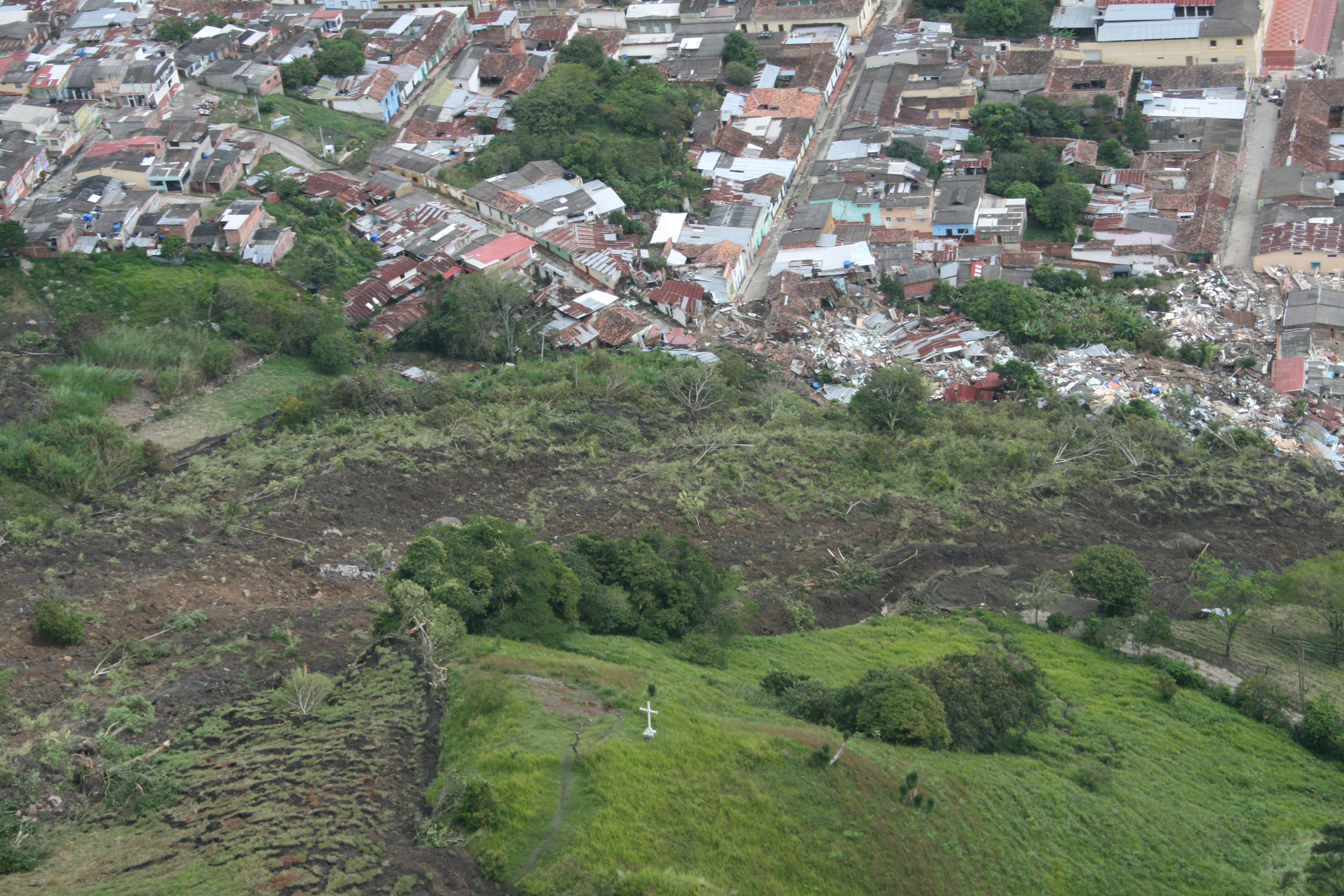
18.12.2010. Vista aérea del municipio.
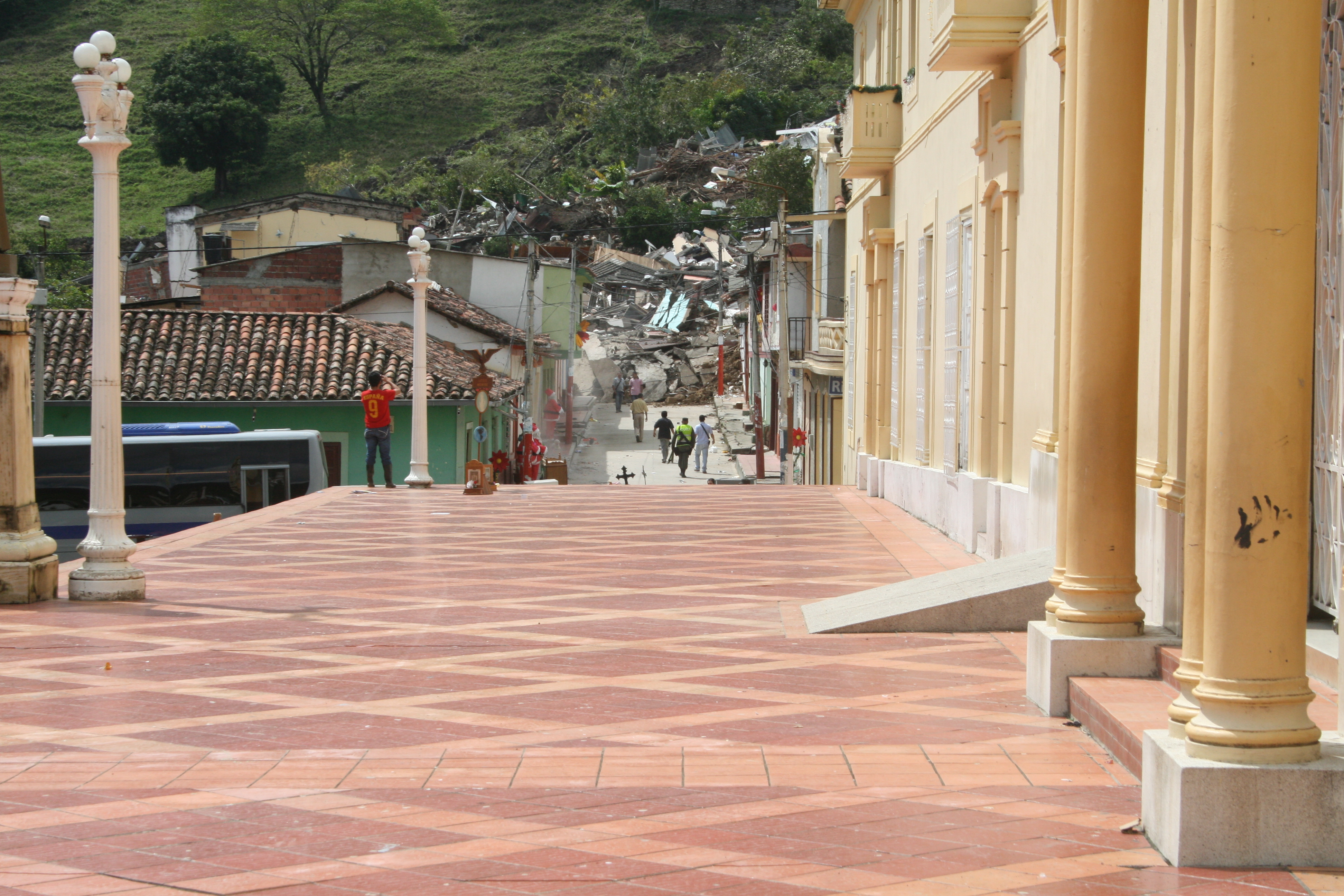
18.12.2010. Vista desde el atrio.
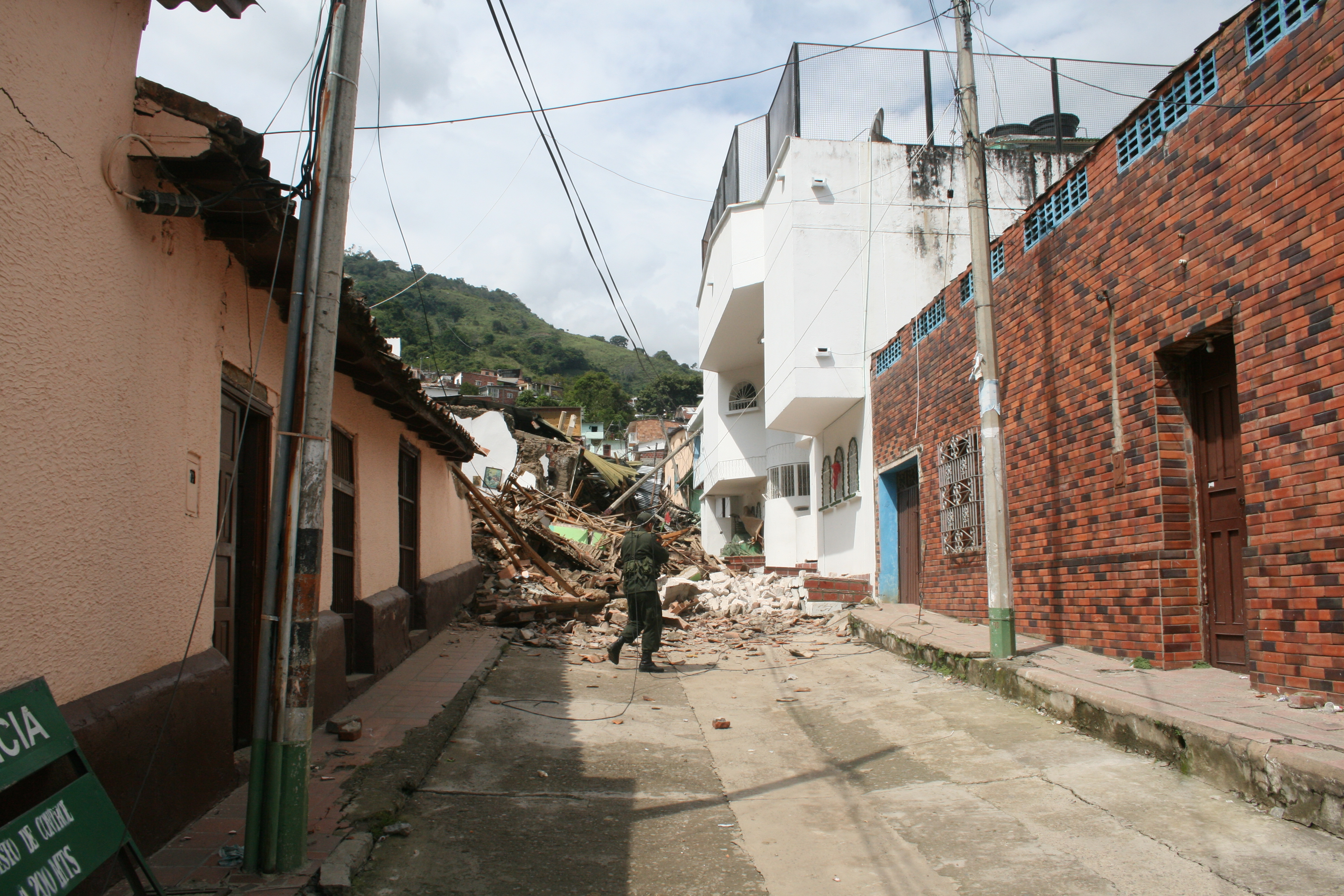
18.12.2010. Casas derrumbándose en efecto dominó.
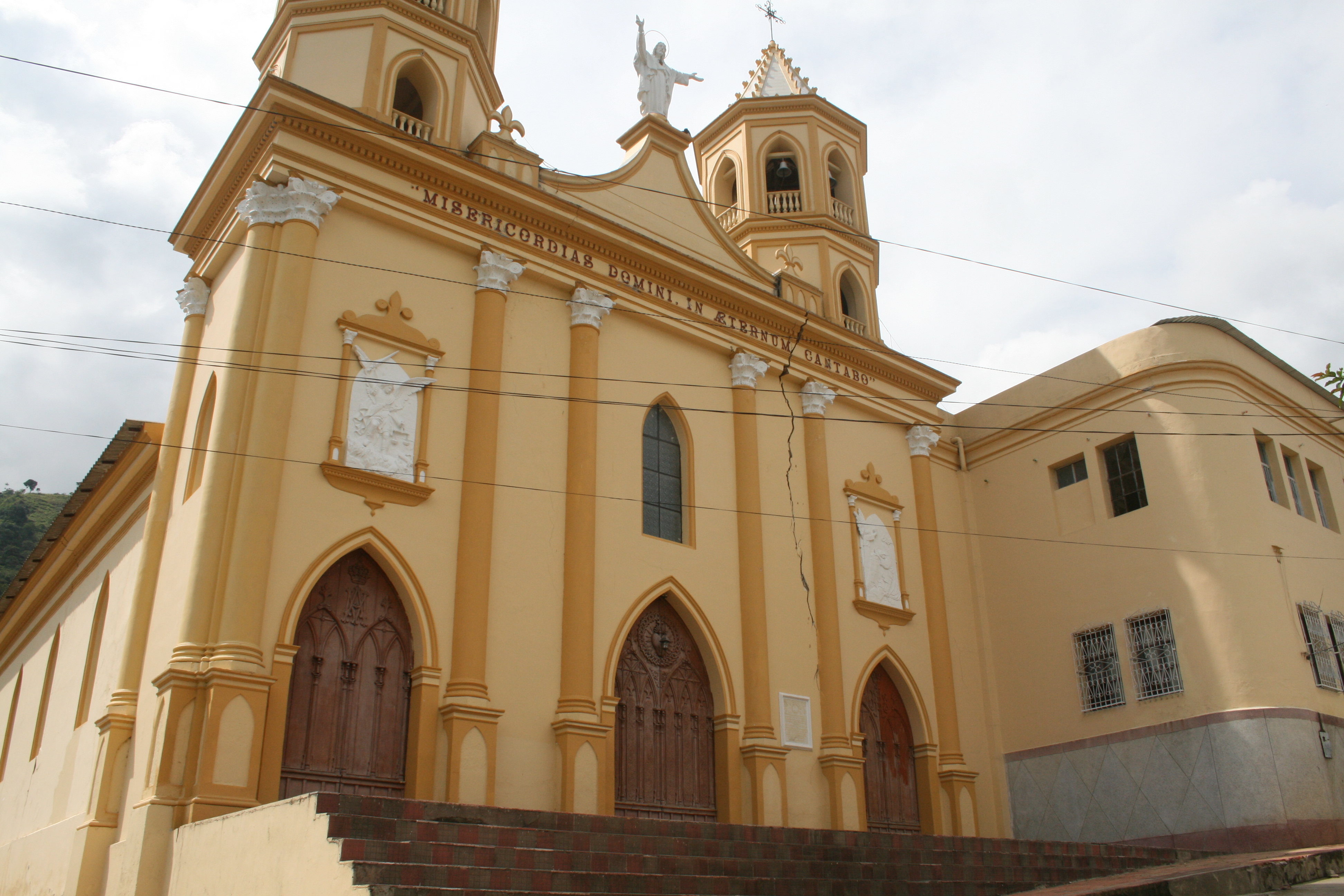
18.12.2010. Primeras grietas en la capilla del colegio.
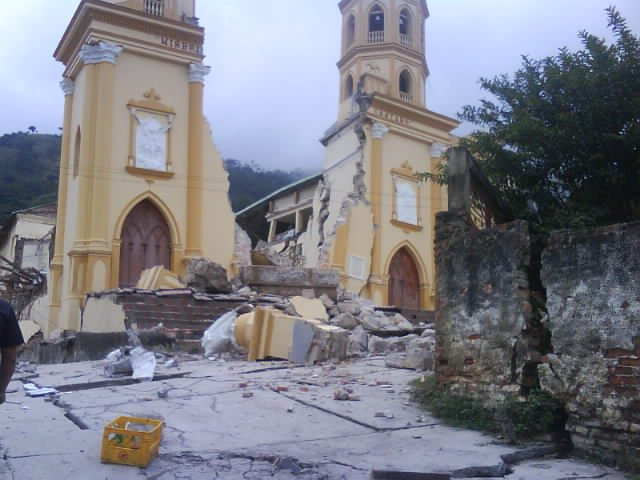
22.12.2010. Ruinas de la capilla del colegio.
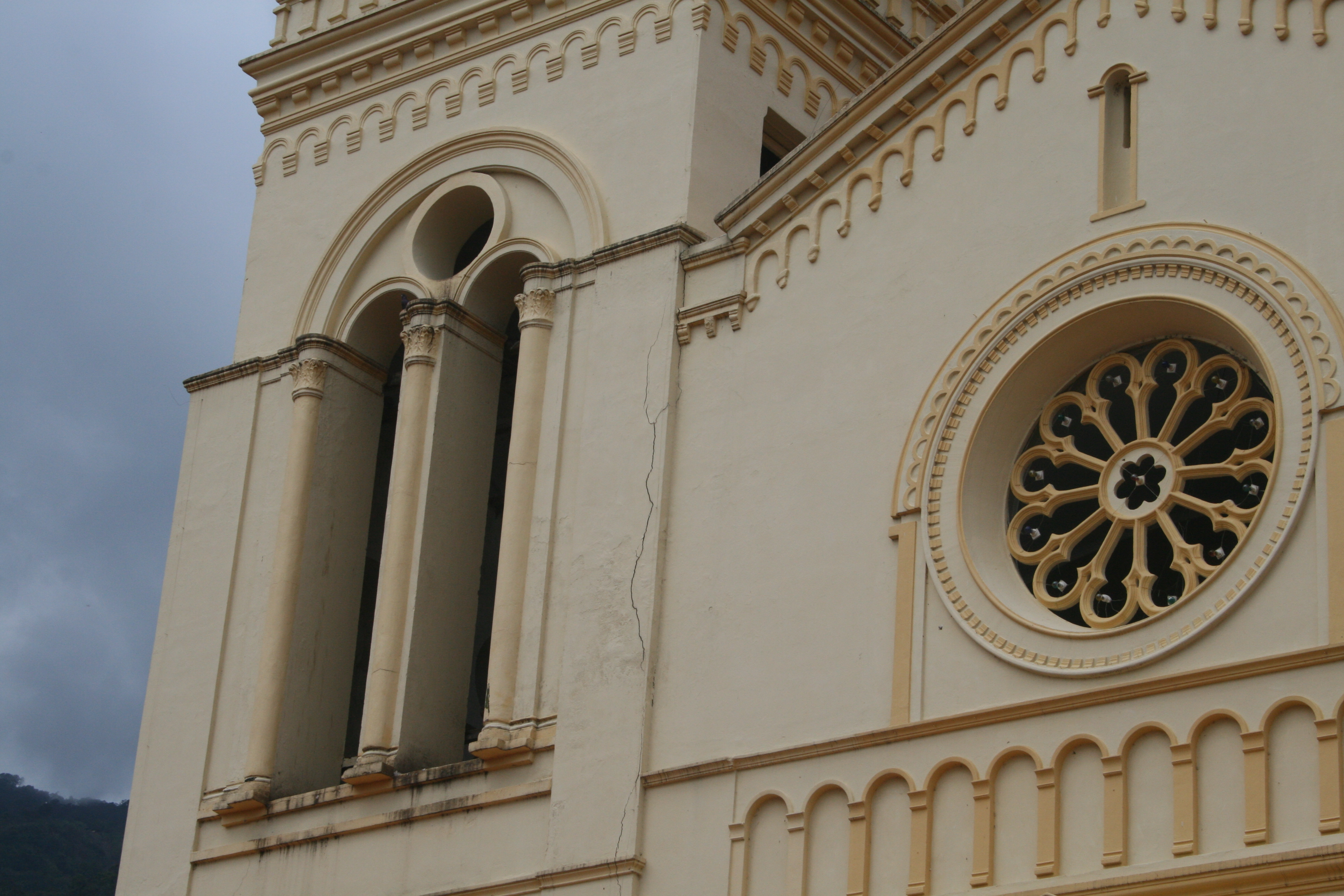
18.12.2010. Primeras grietas en la iglesia.
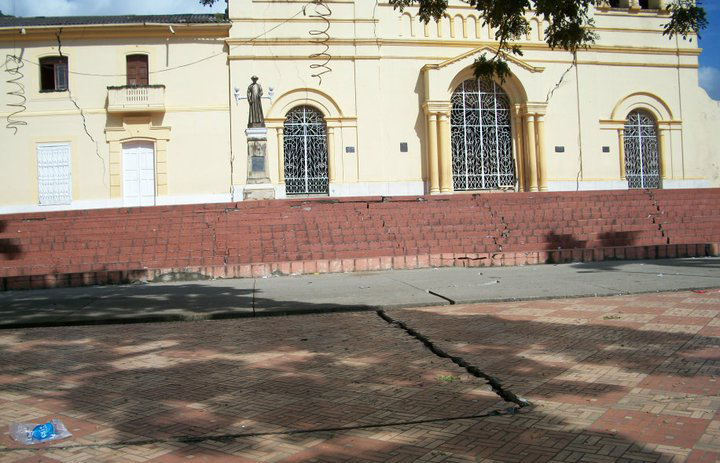
19.12.2010. Acentuación en las grietas de la iglesia.
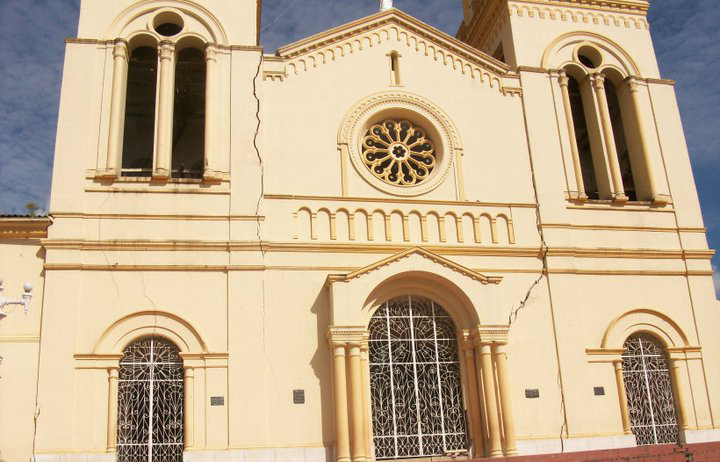
19.12.2010. Acentuación en las grietas de la iglesia.
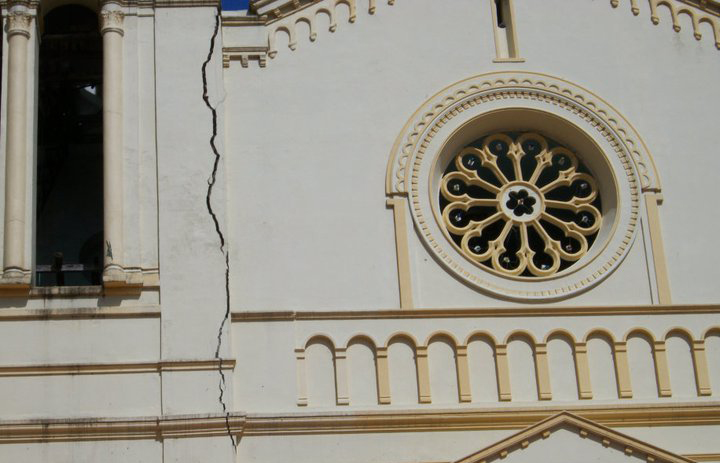
19.12.2010. Acentuación en las grietas de la iglesia.
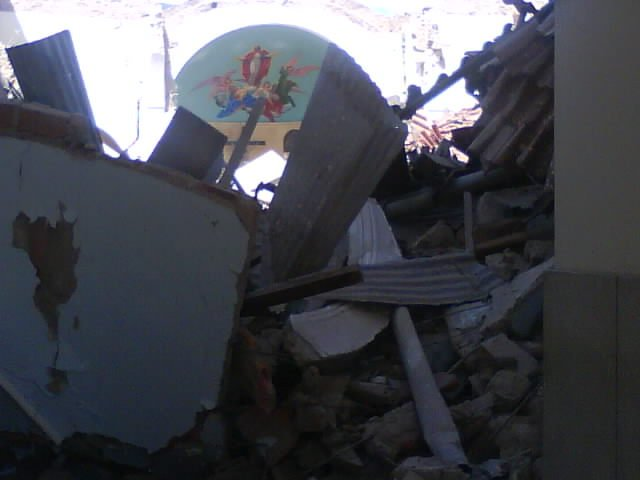
22.12.2010. Ruinas de la iglesia de San Rafael.

#### Nuevo Gramalote
El 20 de diciembre del 2016 el presidente de la República Juan Manuel Santos hace entrega oficial de las primeras construcciones que forman el área urbana de la nueva cabecera municipal del Municipio de Gramalote, situado en la entonces vereda Miraflores a 20 minutos del antiguo centro poblado o "ruinas de Gramalote", destruido en el año 2010 por causas naturales.
La creación del Nuevo Gramalote fue decidida por ordenanza departamental 002 del 27 de febrero del 2014. En diciembre de 2016 fueron entregadas: la plaza de mercado, la plaza principal y el Centro Administrativo Municipal (CAM), donde quedó ubicada la sede de la Alcaldía, el Concejo, el Juzgado, la Notaría, la Registraduría, la Personería y la Agencia de Empleo del Sena, e igualmente se entregaron las plantas de tratamiento de agua potable y de aguas residuales, el molino de viento para reutilizar el agua de pozos, y 260 casas terminadas.

## Economía

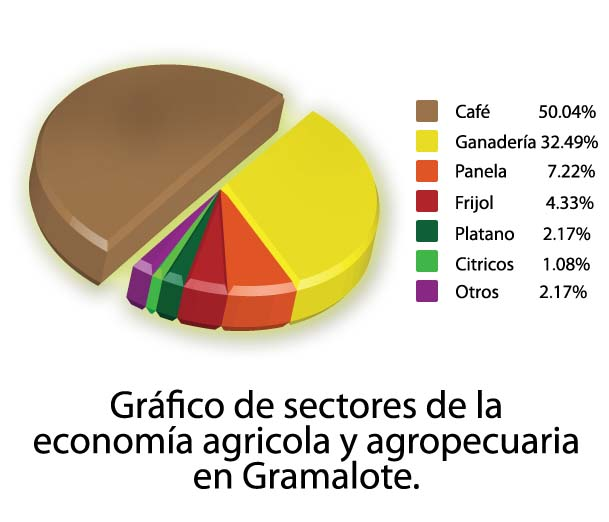
Economía de Gramalote

El municipio basa su economía en el intercambio comercial de productores agrarios, el café, la caña panelera, el banano, los cítricos, los frutales y los recursos agropecuarios. En cuanto a los cultivos transitorios es importante el cultivo del frijol. 
La explotación de potreros ganaderos ocupa más del 50% del territorio municipal. La miel de abeja y otros productos de la apicultura son otras fuentes de recursos de la población. 
Los ingresos de la economía del municipio son distribuidos como sigue: 
- Café 50.54%
- Ganadería 32.49 %
- Panela 7.22%
- Frijol 4.33%,
- Plátano 2.17%
- Cítricos 1.08%
- Otros frutales y hortalizas 2.17%

El principal empleador formal es el Estado, a través de las diferentes instituciones que prestan sus servicios en la municipalidad: Administración Municipal , Poder Judicial, Sector Salud y Policía, Instituciones financieras y el sector educativo,  las cuales generan un total aproximado de 230 empleos.

## Festividades
La religiosidad católica marca el carácter de las fiestas de este municipio como en la mayoría de los pueblos colombianos. Por ello es el calendario católico el que marca el ritmo de las festividades, unas fijas (Navidad, Asunción, Virgen de Monguí) y otras móviles (Semana Santa, Ascensión, Pentecostés).

### Semana Santa

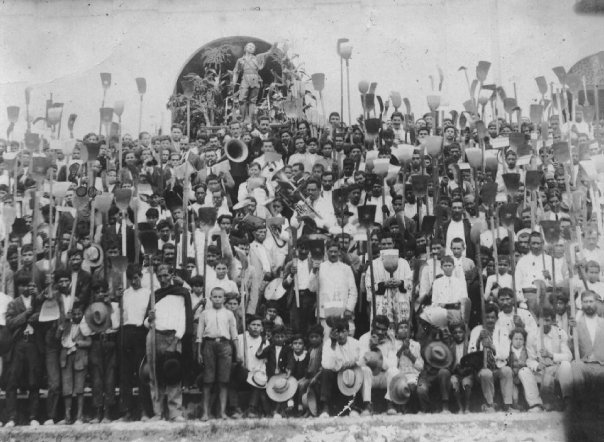
Fiesta de San Isidro en el atrio de la iglesia durante los años 40.

Los actos de la Semana Santa comienzan desde el Viernes de Dolores, Domingo de Ramos y concluyen el Domingo de Resurrección
Las fechas corresponden al Calendario Católico.
Consta de Santa misa,  procesiones, viacrucis y representaciones. La hermandad de Nazarenos recorría las calles por donde pasaban los diferentes pasos y luego cargaban en andas cuidadosamente arregladas los diferentes pasos que recuerdan la vida, Pasión, muerte y resurrección de N.S. Jesucristo. 
Estos actos cuentan con la participación de la mayoría de la población, tanto del casco urbano como rural.

### Fiesta de la Patrona. Nuestra Señora de Monguí
Tiene lugar para celebrar la fundación del municipio, la fiesta a la Virgen de Mongui como patrona y protectora de los gramaloteros fue establecida por decreto municipal. La festividad cuenta con celebraciones eucarísticas, exposiciones de ganado y otras y cuenta con la participación de numerosas personas originarias del municipio que convergían en Gramalote por esta festividad.

#### Historia de la imagen
Los orígenes de la tradición de la Virgen de Mongui remontan al rey-emperador Carlos I de España, que tras su abdicación en 1555 se retiró al Monasterio de Yuste en la provincia española de Cáceres para prepararse a la muerte, retirado del poder tras su abdicación en su hijo Felipe II. Allí se dedicaba a pintar imágenes de la Virgen María bajo diversas advocaciones españolas y vestida según los trajes correspondientes a cada una de ellas. Estas imágenes las mandaba a las Iglesias del Nuevo Mundo para propagar la devoción a la Madre de Dios. Una copia del original, pintado por el emperador fue traído desde España a Pamplona  por el Obispo Boyacense José Luis Niño,  quién hacia 1861 la ofreció como regalo al darle la ordenación sacerdotal a Secundino Jacome, hijo natural de Simón Bolívar. Fue este último, nombrado para fundar la parroquia de Gramalote, quien la aportó al municipio. La imagen ornó la puertilla del tabernáculo que se encontraba en la nave izquierda de la iglesia y que antes se encontraba en el retablo del altar mayor. Al momento de la destrucción de la iglesia en diciembre del 2010, la imagen fue rescatada.
Esta representación muestra a la Virgen del Rosario e intenta unir los misterios del Rosario con los de la Navidad.  La Sagrada Familia es representada en preparación para su huida a Egipto y la Virgen muestra ya el rosario, de forma anacrónica, pues esta tradición católica solo se desarrolló a partir del siglo VIII. La Virgen, coronada, se ve ataviada como las campesinas extremeñas con un vistoso traje escarlata, un manto azul y adornada en el pecho con un prendedor que reproduce las armas de la familia de Carlos I, el águila bicéfala de la casa Habsburgo. La Virgen, sentada; envuelve en pañales al Niño Jesús, también coronado, para el viaje a través del desierto; camino a Egipto. A San José le acomodó el emperador un sombrero de estilo andaluz y un poncho de invierno.

### Aguinaldo navideño
Fecha: 16 al 24 de diciembre.
Por tradición se realiza para dar alegría, colorido, regocijo y religiosidad a la llegada de la Navidad. Se trata de festividades que alternan el carácter religioso con el festivo. Constaba de desfiles de carrozas, bandas, comparsas, disfrazados, fuegos artificiales. Durante los días de la novena que precede la Natividad del Señor; las actividades comenzaban a las cuatro de la mañana, con la misa de aguinaldos, después de ella;  utilizando como gradería el atrio parroquial; se realizaban actividades como concursos y competencias de tradición. 
Al mediodía una comparsa organizada por un sector del municipio y dos o tres veredas desfilaba por las calles precedida de bandas de música.  A las seis de la tarde se realizaba la Santa Misa y posteriormente procesiones de faroles hasta ermitas que representan los pasajes bíblicos alusivos a la Navidad.  En las horas de la noche se efectúan actos relacionados con el tema de la comparsa. El 24 de diciembre se realizaba el desfile con la totalidad de las comparsas presentadas durante la novena, el desfile recorre las calles de la población para finalmente concentrarse en el parque central donde escoge a la mejor de ellas.

## Antigua iglesia de San Rafael Arcángel
A la cual los habitantes se entregaron con su participación y sus donaciones, desde los más humildes hasta los más pudientes. Los trabajos comenzaron en 1883 y terminaron con la cúpula mayor en 1939. Pocos años después se inicia la reconstrucción de las torres. La iglesia solo se terminó en 1957 para conmemorar el primer centenario de la fundación. 
La planta del templo, en forma de cruz latina, presentaba tres naves separadas por columnas de orden corintio, con capiteles compuestos de hojas de acanto doradas. Las naves tenían cinco intercolumnios, en cada uno de ellos, las cargas de las bóvedas y de la cubierta eran redistribuidas por arcos de medio punto y cada nave se cubría con bóvedas de ojivas, en cuyo cruce se presentaban claves de bóveda. El arranque de las bóvedas estaba marcado por la cornisas correspondientes al orden corintio. 
El cruce del transepto estaba cubierto por una cúpula de base octogonal: esta iluminaba el espacio interior por una linterna coronada al exterior por una cruz y una corona en hierro forjado, referentes al Cristo rey. Los tímpanos de la cúpula mayor reproducían pinturas de escenas bíblicas. El tambor octogonal de la cúpula presentaba en su parte exterior un piñón por cuatro de sus ocho facetas. 
Hasta 1938, el cruce del transepto no estaba cubierto por una cúpula, sino por una cubierta a dos aguas sobre elevada con respecto a la cubierta de la nave. 
Los vitrales del altar mayor por su parte, eran delicadas representaciones de los cuatro arcángeles. Las naves laterales estaban decoradas con vitrales, las capillas laterales de cada nave lo estaban también con vitrales e imágenes religiosas que fueron obsequiados a la parroquia por diversas familias a lo largo de la construcción. 
Tras la cúpula se encontraba el gran ábside, que junto a los muros eran las partes más antiguas del edificio. 
La fachada, compuesta de dos niveles, contaba con tres entradas, correspondientes a cada nave, con pórticos clásicos sostenidos por columnas de orden dórico; el pórtico central contaba con su nártex en el mismo estilo y era sostenido por cuatro columnas. En el segundo nivel de su parte central presentaba un rosetón en vitral superpuesto de un piñón coronado por una escultura del Arcángel Rafael. 
La fachada contaba con dos torres que correspondían a las naves laterales, las torres de tres niveles; eran de base rectangular en los dos primero y de base octogonal en el tercero, este último albergaba las campanas. Las torres estaban terminadas cada una de ellas en una cúpula también de base octogonal; y estas a su vez eran culminadas por linternas compuestas de columnas que sostenían casquetes, a su vez terminados por cruces de hierro forjado. 
La iglesia contaba además; con un hermoso retablo en su altar mayor y un púlpito, ambos en madera tallada, que fueron desmontados a principios de los años 70 del siglo XX, tras las disposiciones, mal entendidas, del Concilio Vaticano II, como sucedió en la gran parte del mundo católico. Dichas disposiciones pedían la austeridad estética a los templos católicos, pero esa exigencia se dirigía a aquellos que se construyeran en adelante, no a los ya construidos. De esta manera desaparecieron casi por completo los testimonios de la talla de madera de finales del siglo XIX, no solo en Gramalote sino en muchas regiones del mundo. Así, el ábside quedó, hasta la destrucción en 2010, al descubierto. El retablo del altar mayor de la capilla del colegio conoció la misma suerte iconoclasta.
La cúpula mayor se terminó de construir hacia 1940, después de lo cual las torres fueron reconstruidas en el estado visible en sus actuales ruinas, para quedar más acorde con la arquitectura de la cúpula. Esos tres nuevos elementos estuvieron listos para conmemorar el primer centenario de la fundación en 1957. Esta última etapa de construcción del templo contó con la iniciativa del padre Samuel Jaimes y dio al conjunto su aspecto que conocería hasta el 2010, con una geometría mucho más esbelta y mejor proporcionada que la precedente. 
Galería de imágenes de la iglesia

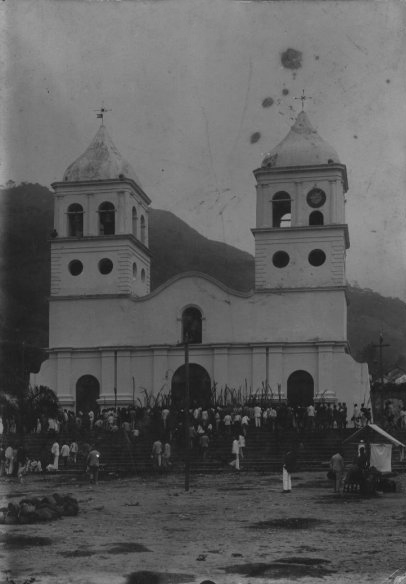
Fachada antes de la reconstrucción de las torres. En un Domingo de Ramos.
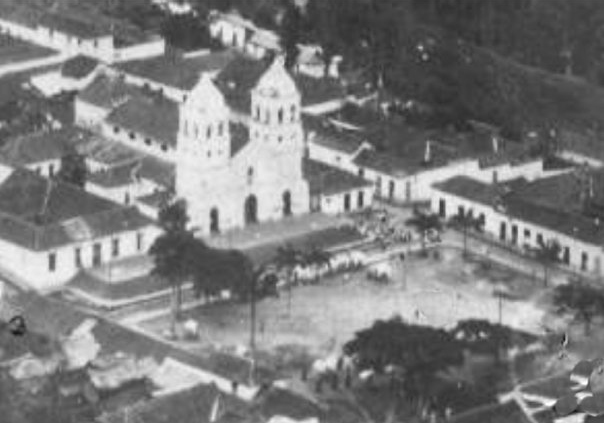
Vista aérea antes de la reconstrucción de las torres y la construcción de la cúpula mayor.
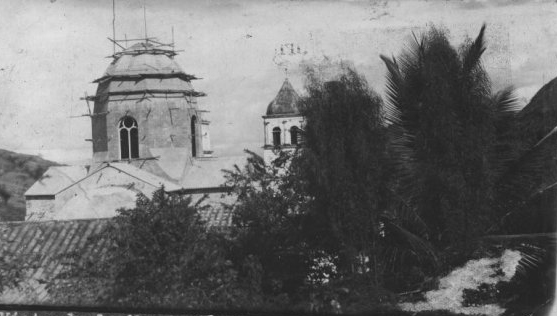
1938. Cúpula mayor en construcción.
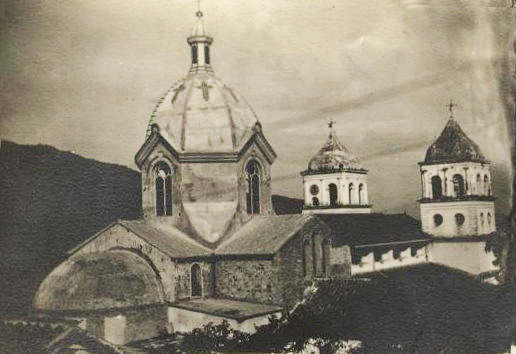
Cúpula ya terminada
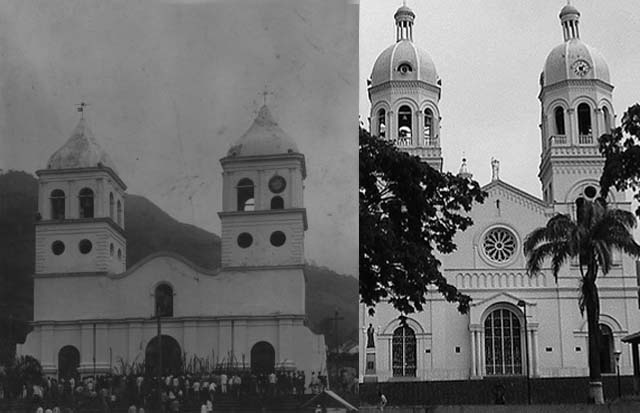
Antigua y nueva fachada de la iglesia
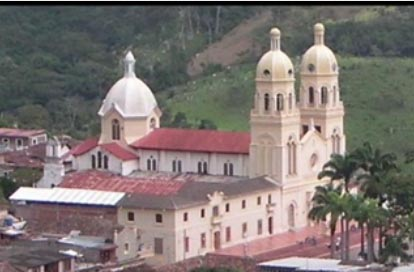
Vista de la iglesia de San Rafael en 2008
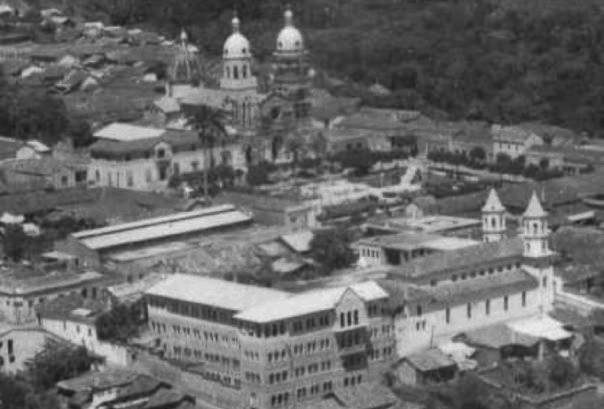
Vista de la iglesia durante la reconstrucción de la fachada.
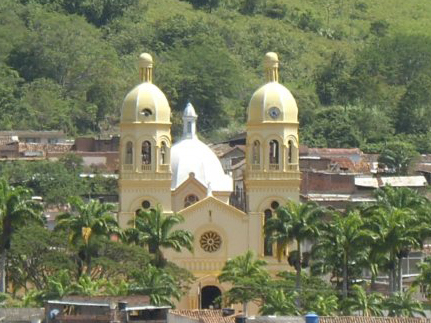
Vista de la iglesia en 2010.

## Otros Gramalotes
- La ciudad de Villavicencio también recibió el nombre de Gramalote al momento de su fundación en 1840(?) y hasta 1850.